# Shiryū Fujiwara
Shiryū Fujiwara (japanisch 藤原 志龍 Fujiwara Shiryū; * 23. September 2000 in der Präfektur Tokushima) ist ein japanischer Fußballspieler.

## Karriere
Shiryū Fujiwara erlernte das Fußballspielen in der Jugendmannschaft von Tokushima Vortis. Seinen ersten Vertrag unterschrieb er 2018 bei Tokushima Vortis. Der Verein spielte in der zweithöchsten Liga des Landes, der J2 League. Für den Verein absolvierte er sechs Ligaspiele. Im September 2019 wurde er an den portugiesischen Verein Portimonense SC nach  Portimão ausgeliehen. Hier kam er achtmal in der U23-Mannschaft zum Einsatz. Im Mai 2020 kehrte er zu Tokushima Vortis zurück. Zu Beginn der Saison 2023 wechselte er auf Leihbasis zum Drittligisten FC Ryūkyū. Hier bestritt er sechs Ligaspiele. Die Saison 2024 wurde er an den Drittligisten Tegevajaro Miyazaki verliehen. Für den Verein aus Miyazaki bestritt er drei Drittligaspiele. Nach Vertragsende bei Vortis wechselte er in die Fünfte Liga. Hier schloss er sich dem FC Tokushima an. Mit dem Verein spielt er in der Shikoku Soccer League.